# Johnny Patrick
Johnny Patrick (17 agosto 1988) è un giocatore di football americano statunitense che gioca nel ruolo di cornerback per i New York Jets della National Football League (NFL). Fu scelto nel corso del terzo giro (88º assoluto) del Draft NFL 2011 dai New Orleans Saints. Al college ha giocato a football all'Università di Louisville.

## Carriera professionistica

### New Orleans Saints
Pronosticato essere una scelta del secondo giro, Patrick fu scelto nel corso del terzo giro del Draft 2011 dai New Orleans Saints. Nella sua stagione da rookie disputò 9 partite, nessuna delle quali come titolare, mettendo a segno 6 tackle. Il 19 febbraio 2013 fu svincolato dai Saints.

### San Diego Chargers
Il 20 febbraio 2013, Patrick firmò coi San Diego Chargers. Giocò in 13 partite, registrando 38 tackle, 1 intercetto e 1,5 sack. Il 4 marzo Patrick fu svincolato dai Chargers.

### New York Jets
Il 5 marzo 2014, Patrick firmò con i New York Jets.

## Vittorie e premi
Nessuno

## Statistiche
| Partite totali      | 37  |
| Partite da titolare | 5   |
| Tackle              | 68  |
| Sack                | 1,5 |
| Intercetti          | 1   |
| Fumble forzati      | 1   |

Statistiche aggiornate alla stagione 2013